# 無限増殖
無限増殖（むげんぞうしょく）とは、コンピュータゲームのプレイヤーキャラクター（自機）やアイテムを無数に増加させるテクニックである。

## 概要
主にビデオゲームの残機やアイテムの数を、特殊な条件下で容易に増加させるテクニックや裏技として使われる。残機を増やすものについては無限1UPとも呼ばれる。
残機が存在するゲームでは残機がなくなるとゲームオーバーとなり、また最初からスタートしなければならないが、無限増殖で残機を増やすことができれば、そのような問題はある程度回避される。
アーケードゲームにおいて、1クレジットで保有できる自機の数が何度も増やせると永久パターンを招き非常に不都合であるため、このテクニックは主に家庭用ゲームで実装されることが多い。
実際は、プログラムとハードウェアの制約から残機やアイテムの数には上限（上限の数はゲームによって異なる）があることから、厳密には「無限ではなく大きな有限」になるが、その上限値が十分大きく、また、増殖が何度も実行できれば事実上無限に増殖できるのと等しく、少々消耗をしても持ちこたえられるだけの数まで増やすことができる。

## 例
無限増殖というテクニックが広く知られるようになった『スーパーマリオブラザーズ』における物を例として示す。
元々ノコノコ（カメの敵キャラクター）の甲羅を蹴った際に、それが敵キャラにヒットして倒した場合や壁に当たって跳ね返ってきた甲羅をジャンプで踏んだ際にボーナス得点が入る仕様があり、それが一定回数を超えると「1UP」と表示され残機が増えるようになっている。
階段状の地形でノコノコを踏んで甲羅にし、その上に乗って蹴る→跳ね返ってきた甲羅を踏んで止めるという動作が繰り返される状態にすることで、延々とボーナスが増え続け最終的には1UPを繰り返す状態となるのである。
オリジナルのファミリーコンピュータ版ではこの増殖によって残機数が127（=0x7f）を超えると、その後一度ミスしただけでゲームオーバーになってしまうという問題があり、『スーパーマリオコレクション』などのリメイク版では127を超えないようにカウンターストップ処理が行われている。なお、この現象は多くのFC版の残機制ゲームで発生するため、ゼビウスやグラディウスシリーズなどでも周回プレイをするときは注意が必要である。